# Jetalliance Racing
Jetalliance Racing est une écurie de sport automobile autrichienne.

## Histoire

### Championnat FIA GT (2006-2007)
En 2006, l'écurie participe pour la première fois au championnat FIA GT en engageant deux Aston Martin DBR9 et termine à la sixième place finale.
En 2007, Après s'être élancé de la pole, Karl Wendlinger et Ryan Sharp remporte la quatrième manche du championnat qui a lieu à Monza. Lors de la finale qui a lieu à Zolder, Karl Wendlinger place l'Aston Martin en pole position, tandis que Robert Lechner est troisième. Le Jetalliance Racing termine à la troisième place du championnat.
La même année, en parallèle, l'écurie participe aux 1 000 kilomètres de Spa.
L'année suivante, l'écurie remporte la première course de la saison, à Silverstone. En juillet, à Oschersleben, l'écurie réalise un doublé. En septembre, à Brno, Karl Wendlinger et Ryan Sharp gagnent à nouveau. L'écurie Autrichienne manque la dernière manche, en Argentine, en raison d'un manque de financement.
En conséquences aux problèmes financiers, l'écurie ne participe pas à la saison 2009. Pour Lulas Lichtner-Hoyer, le patron de l'équipe, le championnat est trop chère : « Pour nous, 2009 sera une année de transition. En conséquence, le Championnat FIA GT, qui va avoir une nouvelle réglementation qui entrera en vigueur en 2010, n’a plus d’intérêt pour nous cette année, d’autant qu’il est également trop coûteux. Cela n’a pas de sens de faire un investissement aussi énorme une fois de plus dans une période de récession mondiale. Toutefois, nous allons continuer à explorer le marché jusqu'en mars et nous avons toutes les possibilités d’envisager d’autres engagements, également dans des championnats professionnels ».

### Année de transition et participation aux 24 Heures du Mans (2009)

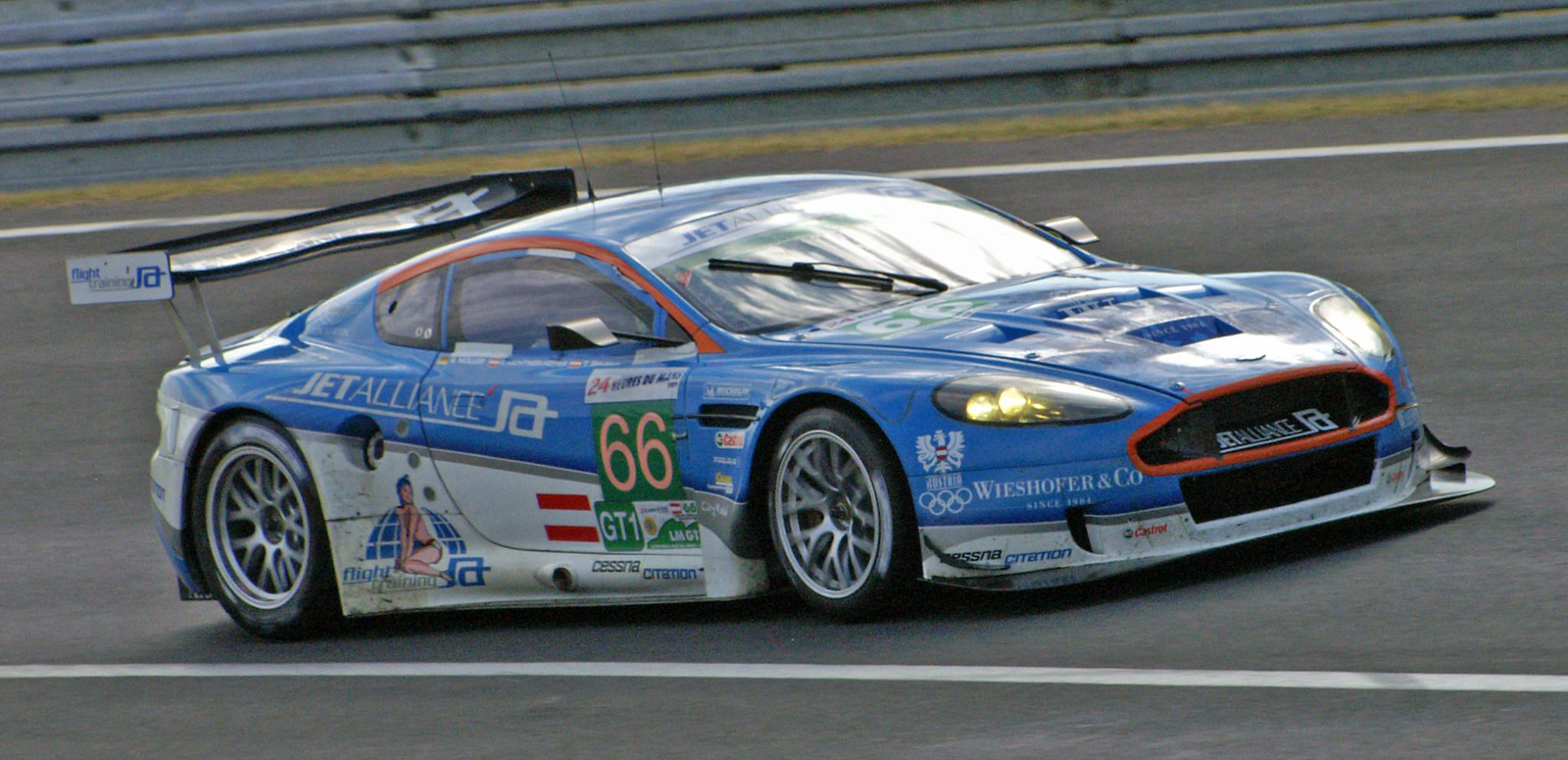
L'Aston Martin DBR9 lors des 24 Heures du Mans 2009.

En guise d'entrainement avant les 24 Heures du Mans, l'écurie participe aux 1 000 kilomètres de Spa. Au Mans, l'écurie prend la troisième place de la catégorie GT1 avec l'Aston Martin DBR9,.
En parallèle, l'écurie engage une Porsche 911 GT3 Cup (997) en 24H Series.

### Intercontinental Le Mans Cup (2011)
En 2011, l'écurie engage deux Lotus Evora GTE en Intercontinental Le Mans Cup,,,.